# Ústav archeologické památkové péče severozápadních Čech
Ústav archeologické památkové péče severozápadních Čech je veřejná výzkumná instituce, která se zabývá profesionálním archeologickým průzkumem a publikační činností. Sídlí v Mostě a jejím současným ředitelem je Mgr. Petr Lissek.

## Historie
Od roku 1898 bylo hlavním archeologickým pracovištěm v severozápadních Čechách muzeum v Teplicích. Po připojení tzv. Sudet k nacistickému Německu vznikl v Liberci Úřad pro prehistorii (Amt für Vorgeschichte), který posléze přesídlil do Teplic. Jeho úkolem bylo provádět záchranné archeologické výzkumy, vést centrální kartotéku nalezišť a nálezů, odborně zpracovávat muzejní i soukromé sbírky.
Když byla v roce 1953 založena Československá akademie věd, jejíž součástí se stal i Státní archeologický ústav v Praze, byla založena mostecká expozitura. Její hlavní úkol spočíval především v záchranných a předstihových výzkumech na území ohroženém těžbou hnědého uhlí a další průmyslovou činností (výstavba závodů, komunikací apod.)
Od poloviny 60. let 20. století probíhaly rozsáhlé výzkumy, které pokračovaly i v následujících desetiletích, především v souvislosti s likvidací města Mostu a dalších sídel.
Počínaje 1. dubnem 1993 byla organizace vyčleněna z Archeologického ústavu Akademie věd České republiky a zřízen samostatný Ústav archeologické památkové péče severozápadních Čech jako příspěvková organizace ministerstva kultury.